# Levada (metrostation)
Levada (Oekraïens: Левада) is een station van de metro van Charkov. Het station maakt deel uit van de Cholodnohirsko-Zavodska-lijn en werd geopend op 23 augustus 1975. Het metrostation bevindt zich ten zuiden van het stadscentrum, aan het begin van de Prospekt Aerokosmichna laan) en naast het spoorwegstation Charkov-Levada, waar kan worden overgestapt op voorstadstreinen (elektritsjka's). Ook het centrale busstation, vanwaar interregionale bussen vertrekken, bevindt zich in de directe omgeving van het station. In de planningsfase werd het metrostation naar het nabije spoorwegstation Levada genoemd.
In overeenstemming met de oorspronkelijk geplande naam (een "levada" is een Oekraïens oeverbos of een weide) waren voor het station op de Oekraïense volkskunst gebaseerde mozaïeken met bloemmotieven ontworpen. De decoraties vielen echter niet in de smaak bij het regionale partijbestuur werden op het laatste moment uit de plannen geschrapt.
Het station is ondiep gelegen en beschikt over een perronhal met vierkante zuilen. Voor de inrichting van de perronhal is voornamelijk wit marmer gebruikt, op de wanden langs de sporen afgewisseld met vlakken van grijs graniet, waarop met letters van aluminium de stationsnaam is aangebracht. De vloer is geplaveid met gepolijste tegels van grijs en zwart graniet. Aan beide uiteinden van het eilandperron leiden brede trappen naar de met roze marmer beklede stationshallen; boven deze trappen zijn aan de Sovjet-ruimtevaart opgedragen composities van gebrandschilderd glas opgehangen, een verwijzing naar de naam van het station. Een van de uitgangen van station Prospekt Haharina leidt direct naar het spoorwegstation.

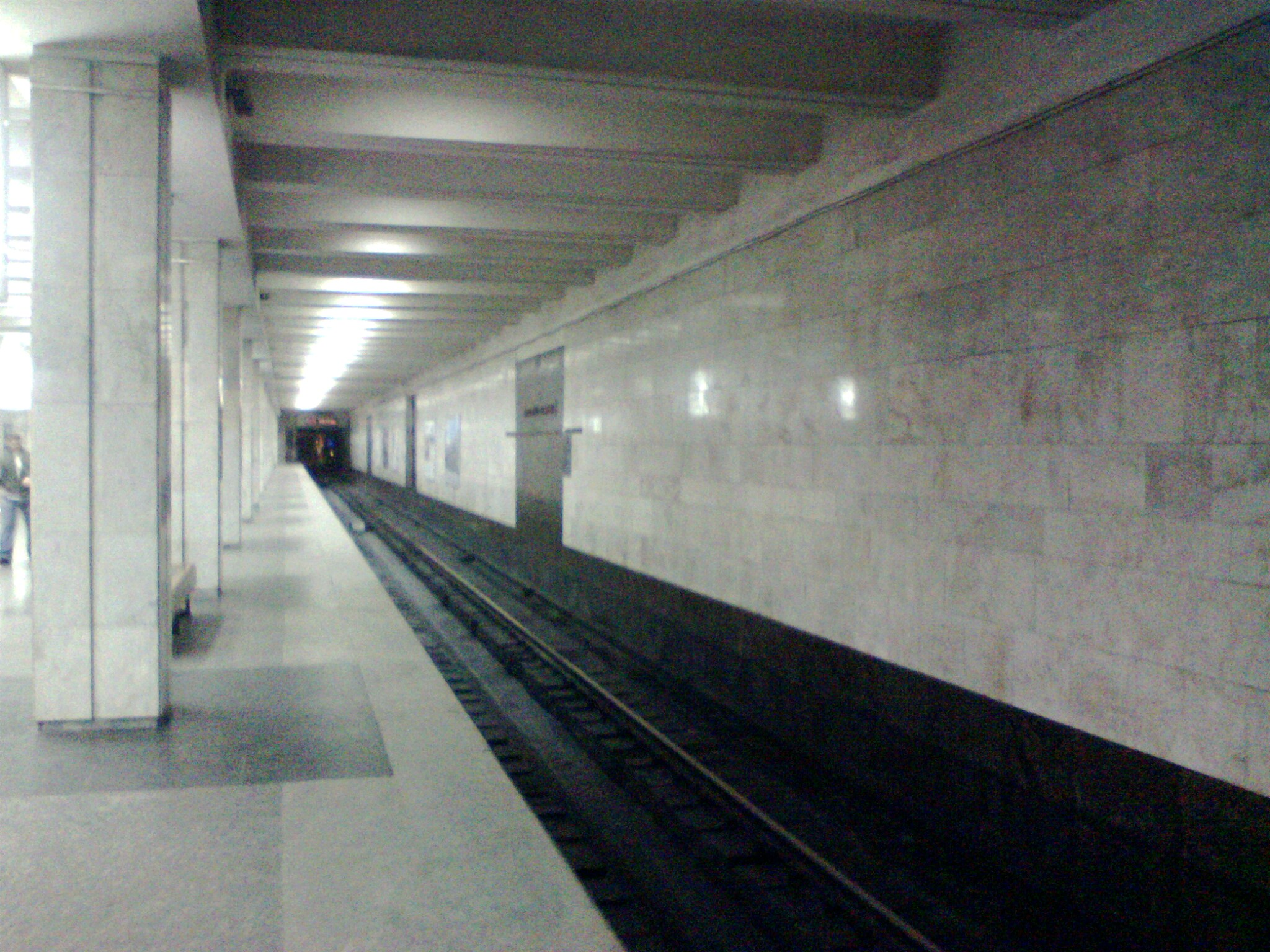
Perron